# Zoran Đurović
Zoran Đurović (Bar, Crna Gora, 12. studenoga 1968.), srpski umjetnik, slikar, teolog i pravoslavni svećenik.

## Životopis
Diplomirao na Bogoslovskom fakultetu SPC u Beogradu 1995. godine. Od 1992. služi kao đakon u manastiru Vavedenje u Beogradu i u crkvi sv. Ivana Krstitelja u Braće Jerković. Predavao je bizantsko slikarstvo (od 1994.) na Sveučilištu za Treće doba u Beogradu. Od 1996. preuzima župu u Smederevu. Realizira različite individualne i kolektivne izložbe (freske, ikone i slike) u Srbiji i Crnoj Gori. Publicira stripove i ilustracije. Bio je jedan od vođa prosvjeda u Smederevu koji su rezultirali padom Slobodana Miloševića.
Odlazi 2002. u Rim gdje upisuje postdiplomske studije iz patrologije na Pontificio Istituto Patristico Agostiniano, Pontificia Università Lateranense. Magistrira teologiju i patrističke znanosti u siječnju 2007. tezom: La condizione originaria dell'uomo nella teologia di Agostino. Un riesame dei suoi commenti alla Genesi e dei suoi scritti della polemica pelagiana sulla mortalità di Adamo. Vocabolario e questioni.
Doktorira u lipnju 2010. tezom: La protologia e l'escatologia nel De Genesi ad litteram di sant’Agostino. Analisi esegetico-teologica, pri istom institutu pod rukovodstvom sljedećih profesora: Vittorino Grossi, OSA (prvi mentor), Robert Dodar, OSA (drugi mentor) i Nello Cipriani, OSA (advocatus diaboli). Teza je publicirana iste godine na talijanskom jeziku.
Poznaje više starih jezika. Bavi se prevođenjem, pisanjem znanstvenih studija i slikarstvom.

## Slikarstvo
Rani period karakterizira istraživanje više slikarskih i grafičkih tehnika. Raspon je ogroman, tako da se mogu vidjeti hiperrealističke jajčane tempere kao i u izrazu rudimentirane freske i uljane slike. Nastoji na tehnologiji materijala, kompoziciji, ekspresivnosti i psihologiji lika i figure. Veći dio ovih radova do 2002. je karakteriziran gotovo brutalnom izvedbom. 
Taj izraz će se održati i u Rimskom razdoblju u određenim slikama, naročito u uljima: pejzaži, htoničke životinje (mačke, bikovi, jeleni) jedan dio portreta. Tretman u ikonografiji, naprotiv, postat će profinjeniji i ovisno od komintenata ići će više u bizantskom ili renesansnom smjeru, ali uvijek sublimiran do takvog nivoa da se umjetnik može uvijek prepoznati po svojstvenom rukopisu. Ako je raniji period bio karakteriziran u dobroj mjeri slijeđenjem predložaka, rimski period pokazuje originalnost u kompozicijskim rješenjima kao i u pojedinačnim ikonama. Inovativnost je uvjetovana promišljenim teološkim temama.
Đurovićeva umjetnost je naišla na izvanredan prijem u samom vrhu Rimokatoličke Crkve, tako da su njegova djela oplemenila prostor Pape Ivana Pavla II, kardinala: Fiorenzo Angelini, Tarcisio Bertone, Gianfranco Ravasi, Tomáš Špidlík, biskupa (najviše radova za beogradskog nadbiskupa Stanislava Hočevara), svećenika-umjetnika (Marko Ivan Rupnik, Giampiero Maria Arabija) i ličnosti iz kulture (npr. Erri De Luca). Slikao je ikone i freske pretežno u crkvama u Laciju: Centro Ecumenico Internazionale per la Riconciliazione (Lavinio), Chiesa del Corpus et Verbum Domini (Lavinio), Santi Pio ed Antonio (Anzio), Santa Barbara (Nettuno), Santa Maria in Cielo (Villa Claudia). Za Istituto Patristico Agostiniano u Rimu naslikao je različite ikone velikih dimenzija (predsjednikov ured, tajništvo i knjižnica). Sa suprugom Suzanom, koja mu je glavni pomoćnik u izradi ikona i fresaka, imao je izložbu u Netunu (2. – 7. lipnja 2009., Forte Sangallo) i samostalno je u toku 2011. izlagao u Lavinju (spomenuti Ekumenski centar) i Netunu (Teatro a Nettuno). Trenutno oslikava crkve u Laciju.

## Znanstveni rad
Knjige:
- Crkveni kanoni. Sinopsis, Beograd 1997.
- Sveti Augustin, O blaženom životu (De beata vita). Latinski tekst naporedo. Opći i posebni uvod u predkrštenjske Dijaloge sv. Augustina Nello Ciprijani. Kura, prijevod (Uvod s it., De beata vita s lat.), note i indeksi Z. Đurović. Izdavač, Hinaki. Edicija, Izvori br. 1. Beograd 2008.
- La protologia e l'escatologia nel De Genesi ad litteram di sant’Agostino. Analisi esegetico-teologica, Romae 2010.
- U pripremi (ed. Izvori): Sv. Grigorije Čudotvorac, Sabrana djela; Sv. Grigorije Niski, Žitije Sv. Grigorija Čudotvorca
- U pripremi: Jevanđelje po Marku. Prevod. Otački komentari. Moderni komentar. (Iz ove knjige objavljen prvi članak: Mk. 1,1, u Teološki pogledi 1-3 (2010.) 49-56)
- U pripremi: Sveta slika na hrišćanskom Zapadu do 843., izvori, dokumenti. Knjiga će sadržavati studije vezane za svjedočanstva i dokumenta u vezi sakralne umjetnosti na Zapadu

Članci:
- Lik i Prvolik, u Beseda 1-4 (1993.) 227. – 231.
- Ranohrišćanska Paideia, u Teološki pogledi 1-4 (1995.) 121. – 182.
- Teofan Grk, u Danube-the river of collaboration, internacionalni kongres naučnika podunavskih zemalja, Beograd (2001.), prešt. u Sabornost 1-2 (1998.)
- Pravoslavlje za početnike (serija članaka u nastavcima), u Smederevska Sedmica (2000. – 2001.)
- Srbijani (strip u nastavcima), u Smederevska Sedmica (2000. – 2001.)
- St. Augustine's Filioque in the Treatise 99 оn the Gospel of John, u Philotheos 7 (2007.) 218. – 231.
- Sant'Agostino: Non posse peccare, u Philotheos 9 (2009.) 99. – 127.
- Le acrides di Mt. 3, 4: 'locuste' o 'vegetali'? u Sabornost (Teološki godišnjak) 2 (2008.) 43. – 59.
- Teorija ikone sv. Grigorija II, Pape rimskog, u Živopis 2 (2008.), 29. – 46.
- Shvatanje ikone kod Svetog Grigorija Velikog, Pape rimskog, u Živopis 3 (2009.) 153. – 187. Priložena su i 2 papina pisma (13 i 209) u latinskom izvorniku i srpski prijevodu.
- Problem autorstva Simvola vere Grigorija Čudotvorca, u Srpska teologija danas 2009, ur. Bogoljub Šijaković, Beograd (2010.) 167. – 183.
- Isus Nazarećanin: ikonoborački argument protiv predstave Isusa sa dugom kosom, u Ikonografske studije 3 (2010.) 23-49.
- Karpokratijani, dve jeresi? u Otačnik III / 2 (2009.) 173. – 179. Priloženi originalni tekstovi iz Klimenta Aleksandrijskog i Irineja Lionskog, prijevodi i komentari (54. – 67.)
- Minucije Feliks: hrišćanstvo bez hrama i svetih slika, u Ikonografske studije 4 (2011.) 123. – 135.
- U tisku (Beseda): Giovanni Crisostomo tra Agostino e Giuliano di Eclano.

Prijevodi s grčkog:
- Sv. German Konstantinopoljski, Izlaganje o crkvi i mističko sagledanje, u Sabornost 3. – 4. (2000.) 67. – 138.
- Sv. Teodor Studit, Treće pobijanje ikonoboraca, u Sabornost 1. – 2. (1998.) 39. – 70.

Prijevodi s talijanskog:
- Walter Kasper (ed.), Il Ministero Petrino, cattolici e ortodosso in dialogo, (Pontificium Consilium ad Unitatem Christianorum Fovendam), Roma: Città Nuova, 2004. Iz ove knjige su prevedene studije, uvodi i sažeci na talijanskom. Naručitelj Bogoslovski fakultet u Beogradu.
- U pripremi: Origen. Dizionario: la cultura, il pensiero, le opere, a cura di Adele Monaci-Castagno, Roma, Editrice Città Nuova 2000.

## Vanjske poveznice
- Osobna internet prezentacija
- Facebook prezentacija